# Jimmy Shea
Jim Shea jr, conegut popularment com a Jimmy Shea, (Hartford, Connecticut, Estats Units, 10 de juny de 1968) és un corredor de skeleton estatunidenc, ja retirat, que destacà en els Jocs Olímpics d'Hivern de 2002.

## Biografia
És fill de l'esquiador Jim Shea i net del patinador de velocitat Jack Shea. De jove es traslladà a la ciutat de Lake Placid (Nova York).

## Carrera esportiva
Va participar en els Jocs Olímpics d'Hivern de 2002 realitzats a Salt Lake City (Estats Units), on fou l'encarregat de realitzar el Jurament olímpic en la cerimònia inaugural, un fet que ja havia fet el seu avi en els Jocs Olímpics d'Hivern de 1932 realitzats a Lake Placid. En els Jocs de 2002 aconseguí guanyar la medalla d'or en la prova masculina de skeleton.
Al llarg de la seva carrera esportiva aconseguí guanyar tres medalles en el Campionat del Món de la disciplina, destacant l'or aconseguit el 1999.